# تراجيديا متابعة الموقف
تراجيديا متابعة الموقف هي نوع من أنواع الأداء التراجيدي يقوم فيه المؤدي بتأدية دوره أمام المتابعين الموجودين أمامه، حيث يتحدث إليهم بشكل مباشر. وعلى خلاف الهدف من كوميديا متابعة الموقف، والمتمثل في دفع الجمهور إلى الضحك، فإن الهدف من تراجيديا متابعة الموقف هو دفع الجماهير إلى البكاء.

## الهيئة
غالبًا ما يتميز مؤدي تراجيديا متابعة الموقف بالطول الفارع، ويعتمدون على عدة وسائل إعلامية، مثل الفيديو والصوت والحوارات الأحادية والتشدقات شديدة العاطفية التي يتلو فيها المؤدي عددًا من القصص التراجيدية والمزعجة بسرعة كبيرة. وغالبًا ما يتم تنفيذ تراجيديا متابعة الموقف في البارات وفي النوادي الليلية وفي المنازل الخاصة وفي المتاحف والمعارض الفنية بالإضافة إلى الجامعات.

## معلومات تاريخية
أصل مصطلح تراجيديا متابعة الموقف غير معروف، إلا أن الممثل الكوميدي براثر ثيودور (1906–2001) استخدم المصطلح لوصف أعماله الكوميدية التي كانت تتسم بالحدة والعبثية. وغالبًا ما يصف شاعر موسيقى البيت لورانس فيرلينغيتي (1919-) نفسه على أنه مؤدي «تراجيديا متابعة الموقف»،
 كما استخدم الفنان الأدائي برايان لويس ساوندرز هذا المصطلح لوصف أدائه في شكل أكثر تحررًا للمصطلح.